# Asellopsis littoralis
Asellopsis littoralis is een eenoogkreeftjessoort uit de familie van de Laophontidae. De wetenschappelijke naam van de soort is voor het eerst geldig gepubliceerd in 1940 door Nicholls.